# آندراش سوم

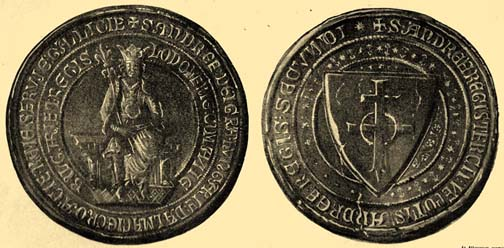
سکهٔ آندراش سوم

آندراش سوم (به مجاری: III. András)(زادهٔ پیرامون ۱۲۶۵- مرگ ۱۴ ژانویهٔ ۱۳۰۱) پادشاه مجارستان بود. او واپسین عضو نرینهٔ دودمان آرپاد بود.
وی در ونیز زاده‌شد و نوهٔ آندراش دوم بود. در ۱۲۹۰ میلادی گروهی از مخالفان لاسلوی چهارم وی را برای پادشاهی به مجارستان دعوت کردند، ولی اشراف کشور او را گرفته و به آلبرشت یکم دوک اتریش تسلیم‌نمودند. با مرگ لاسلو بزرگان آندراش را به شاهی فراخواندند و تاج بر سرش نهادند. او با هماوردانی جدی رودررو شد، از سویی رودلف یکم مجارستان را بخشی از خاک امپراتوری مقدس روم می‌شمرد و از دیگر سو لهستان ادعای این کشور را داشت. آندراش در ۱۲۹۶ با اگنس دختر آلبرشت یکم پیمان زناشویی بست تا بدین سان از پشتیبانی اتریش و پدرزن نیرومندش برخوردار باشد. اگرچه او هرگز نتوانست در مجارستانی که در هر گوشه‌اش کسی از خاندان‌های اشراف چیرگی داشت به قدرت بی‌تنازعی دست یابد.